# Ageostrofia
Ageostrofia són les condicions reals que van en contra dels conceptes de vent geostròfic o de corrents geostròfics en els oceans, i va també en contra de l'equilibri exacte entre la força de Coriolis i la força del gradient de pressió. Mentre que els corrents o els vents geostròfics provenen d'un equilibri en un sistema concret, l'ageostrofia s'observa amb més freqüència perquè en la realitat actuen altres forces com són el fregament o la força centrífuga.